# Paul Malsang
Paul Malsang est un homme politique français né le 12 juin 1875 à Champeix (Puy-de-Dôme) et décédé le 29 mai 1937 à Champeix
Fils d'Antoine Malsang, médecin et ancien maire de Champeix, il s'installe auprès de son père. Il entre au conseil municipal en 1907 et devient la même année conseiller d'arrondissement. En 1910, il est élu conseiller général et le reste jusqu'à son décès. En 1933, il est élu sénateur du Puy-de-Dôme. Il s'occupe surtout de questions agricoles et intervient peu dans les débats.

## Sources
- « Paul Malsang », dans le Dictionnaire des parlementaires français (1889-1940), sous la direction de Jean Jolly, PUF, 1960 [détail de l’édition]